# Songkou, Guangdong
Songkou (kinesiska: 松口) är en köping i sydöstra Kina. Den ligger i stadsdistriktet Meixian i staden Meizhou i provinsen Guangdong, omkring 350 kilometer nordost om provinshuvudstaden Guangzhou. Antalet invånare är 49 896. Befolkningen består av 25 103 kvinnor och 24 793 män. Barn under 15 år utgör 14,0 %, vuxna 15-64 år 71 %, och äldre över 65 år 13,0 %.